# Kim Edberg Andersen
Kim Edberg Andersen-Kristoffersen (født 21. juni 1973 i Charlottenlund) er en dansk politiker, der er medlem af Folketinget for Danmarksdemokraterne. Han blev ved folketingsvalget 1. november 2022 valgt for Nye Borgerlige i Nordjyllands Storkreds, men udtrådte af Nye Borgerliges folketingsgruppe 16. januar 2024. Efter en periode som løsgænger tilsluttede han sig Danmarksdemokraterne 19. marts 2024. Han var det sidste medlem af Nye Borgerliges folketingsgruppe som blev opløst ved hans udtræden. Ved folketingsvalget 2022 fik han 5.218 personlige stemmer. Kim Edberg har tidligere været medlem af Dansk Folkeparti, men skiftede til Nye Borgerlige i januar 2021.
Kim Edberg er medlem af regionsrådet i Region Nordjylland hvor han er medlem af forretningsudvalget. Han blev valgt ved regionsrådsvalget 2021 for Nye Borgerlige med 1.677 personlige stemmer.
Han var byrådsmedlem i Rebild Kommune og formand for kommunes teknik- og miljøudvalg fra 2018 til 2021.